# Abdalonimo
Abdalonimo, talvolta anche Abdolonimo, (in fenicio: 𐤀𐤁𐤃𐤀𐤋𐤍𐤌,  'bd'lnm; in greco antico: Ἀβδαλώνυμος?, Abdalṓnymos; ... – 312 a.C. circa) è stato un re di Sidone, di Tiro o di Pafo.

## Biografia
Ἀβδαλώνυμος - grecizzazione del nome proprio fenicio abd ("servo") e alionim ("due dèi") - divenne re di Sidone nel 332 a.C.
Lo storico latino Quinto Curzio Rufo narra come Alessandro Magno affidasse al suo amico e compagno Efestione il compito di nominare il re della città: questi dopo numerose ricerche nominò Abdalonimo, un giardiniere che aveva difeso con la vita il proprio giardino.
Mentre Quinto Curzio Rufo riporta questa versione nelle sue Historiae Alexandri Magni Macedonis, e così (abbreviata) Giustino, Diodoro Siculo usa il nome di Ballonimos, e dice che fu re di Tiro, non di Sidone. Plutarco sposta la scena a Paphos, e lo chiama Abdalonymos.